# Borghild Bryhn-Langgaard

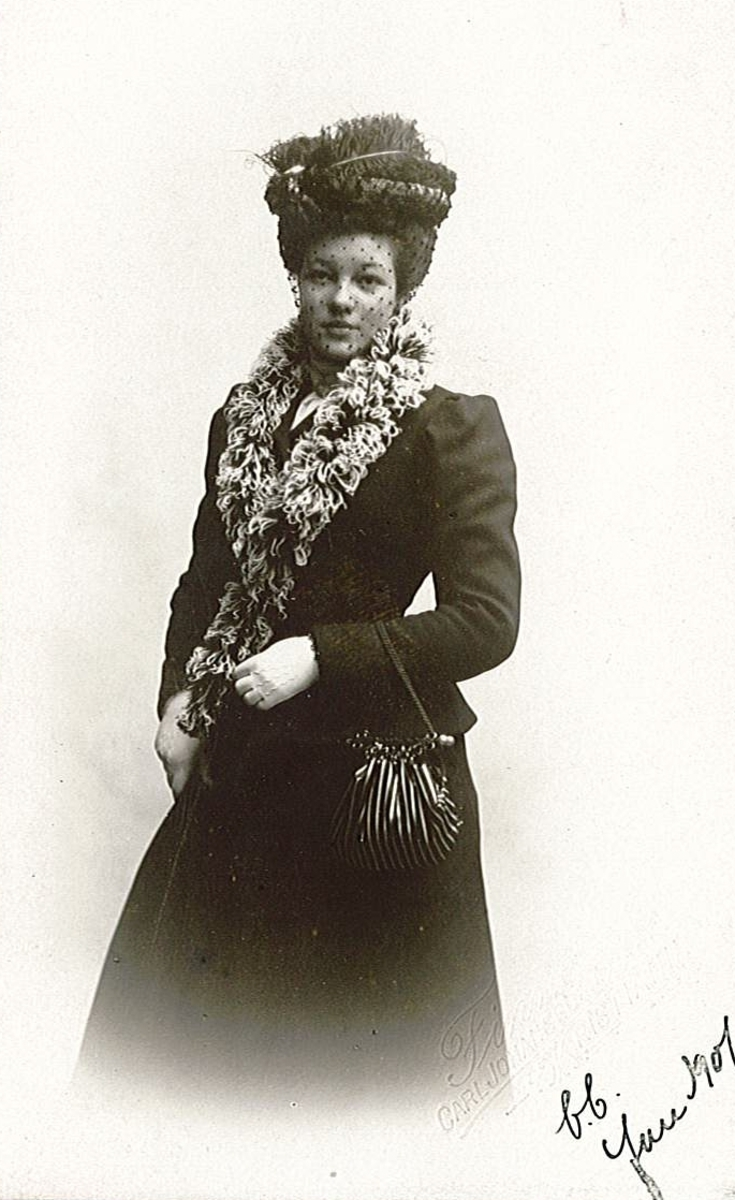
Borghild Bryhn-Langgaard (1901)

Borghild Bryhn-Langgaard (* 23. Juli 1883 in Kongsvinger; † 20. November 1939 in Oslo) war eine norwegische Opernsängerin (Sopran) und Musikpädagogin.

## Leben
Bryhn-Langgaard wuchs in Kristiania auf und nahm dort Gesangsunterricht bei Gina Oselio und Nina Grieg. 1906 debütierte sie als Sängerin mit einem Liederabend mit Liedern von Edvard Grieg, der sie selbst am Klavier begleitete. Sie setzte ihre Ausbildung in Liverpool fort und sang 1907 im Nationaltheater die Titelrolle in Sigward Aspestrands Oper Die Seemannsbraut. Im gleichen Jahr nahm sie in London Gesangsunterricht bei Raymond von zur Mühlen und Jean de Reszke und debütierte an der Covent Garden Opera.
1908 war sie an der Aufführung des Rings des Nibelungen von Richard Wagner in London unter der Leitung von Hans Richter teil. Später sang sie auch die Rolle der Venus und der Elisabeth in Tannhäuser. In den nächsten Jahren trat sie in den großen Opernhäusern von Kristiania, Stockholm, Budapest, Mailand und Kopenhagen auf. Bereits 1919 hatte sie ihren letzten öffentlichen Auftritt als Amalia in Giuseppe Verdis Ein Maskenball in Chicago. Die letzten Jahre ihres Lebens verbrachte sie als Gesangslehrerin in Oslo. Von ihr sind einige Aufnahmen aus den Jahren 1908 bis 1916 erhalten, darunter Kompositionen von Eyvind Alnæs und Ole Bull.